# Zapasy na Letnich Igrzyskach Olimpijskich 1988 – kategoria do 74 kg w stylu klasycznym
Zmagania mężczyzn do 74 kg to jedna z dziesięciu męskich konkurencji w zapasach w stylu klasycznym rozgrywanych podczas Letnich Igrzysk Olimpijskich 1988. Pojedynki w tej kategorii wagowej odbyły się w dniach 19 – 21 września.

## Klasyfikacja[1]
| Pozycja | Nazwisko             | Kraj              |
| ------- | -------------------- | ----------------- |
| 1       | Kim Yeong-nam        | Korea Południowa  |
| 2       | Däulet Turłychanow   | ZSRR              |
| 3       | Józef Tracz          | Polska            |
| 4       | János Takács         | Węgry             |
| 5       | Martial Mischler     | Francja           |
| 6       | Borisław Weliczkow   | Bułgaria          |
| 7       | Roger Tallroth       | Szwecja           |
| 8       | Hiromichi Itō        | Japonia           |
| 9       | Franc Podlesek       | Jugosławia        |
| 10      | Erhan Balcı          | Turcja            |
| 11      | David Butler         | Stany Zjednoczone |
| 12      | Abd al-Aziz at-Tahir | Maroko            |
| 13      | Wei Qingkun          | Chiny             |
| 14      | Jouko Salomäki       | Finlandia         |
| 15      | Jaroslav Zeman       | Czechosłowacja    |
| 16      | Reza Anduz           | Iran              |
| 16      | Jean Manga           | Kamerun           |
| 16      | Óscar Sánchez        | Hiszpania         |
| 16      | Zouheir Al-Balah     | Syria             |

## Zasady
Uczestnicy zostali podzieleni na dwie grupy. Zawodnik który przegrał dwie walki odpadł z dalszej rywalizacji.
- TF — Łopatki
- ST — Przewaga (15 punktów różnicy, przewaga techniczna)
- PP — Na punkty (Pokonany zdobył punkty)
- PO — Na punkty (Pokonany bez punktów)
- P0 — Pasywność (Bez punktów)
- P1 — Pasywność (Przy prowadzeniu różnicą 1-11 punktów)
- DQ — Dyskwalifikacja/Walkower

## Wyniki

### Rundy eliminacyjne

#### Grupa A
| Liczba porażek | Zawodnik           | Wynik   | Czas/Punkty | Zawodnik           | Liczba porażek |         |
| Runda 1        | Runda 1            | Runda 1 | Runda 1     | Runda 1            | Runda 1        | Runda 1 |
| -------------- | ------------------ | ------- | ----------- | ------------------ | -------------- | ------- |
| 0              | Józef Tracz        | 3-1 PP  | 6-3         | David Butler       | 1              |         |
| 1              | Óscar Sánchez      | 0-4 TF  | 2:40        | Franc Podlesek     | 0              |         |
| 0              | Hiromichi Itō      | 3-1 PP  | 8-4         | Wei Qingkun        | 1              |         |
| 1              | Zouheir Al-Balah   | 0-3 PO  | 0-8         | Kim Yeong-nam      | 0              |         |
| 0              | Borisław Weliczkow | 4-0 ST  | 16-0        | Jean Manga         | 1              |         |
| Runda 2        |                    |         |             |                    |                |         |
| 0              | Józef Tracz        | 4-0 TF  | 1:51        | Óscar Sánchez      | 2              |         |
| 1              | David Butler       | 2-0 P0  | 5:31        | Franc Podlesek     | 1              |         |
| 0              | Hiromichi Itō      | 3-0 P1  | 4:19        | Zouheir Al-Balah   | 2              |         |
| 2              | Wei Qingkun        | 0-3 PO  | 0-4         | Borisław Weliczkow | 0              |         |
| 0              | Kim Yeong-nam      | 4-0 TF  | 1:49        | Jean Manga         | 2              |         |
| Runda 3        |                    |         |             |                    |                |         |
| 1              | Józef Tracz        | 0-3 PO  | 0-5         | Franc Podlesek     | 1              |         |
| 1              | David Butler       | 3-1 PP  | 6-2         | Hiromichi Itō      | 1              |         |
| 0              | Kim Yeong-nam      | 3-1 PP  | 3-1         | Borisław Weliczkow | 1              |         |
| Runda 4        |                    |         |             |                    |                |         |
| 1              | Józef Tracz        | 3-1 PP  | 4-1         | Hiromichi Itō      | 2              |         |
| 2              | David Butler       | 0-3 PO  | 0-2         | Kim Yeong-nam      | 0              |         |
| 2              | Franc Podlesek     | 0-3 PO  | 0-1         | Borisław Weliczkow | 1              |         |
| Runda 5        |                    |         |             |                    |                |         |
| 1              | Józef Tracz        | 0-0 DQ  | 7:14        | Kim Yeong-nam      | 1              |         |
| 1              | Borisław Weliczkow |         |             | Bez walki          |                |         |
| Runda 6        |                    |         |             |                    |                |         |
| 2              | Borisław Weliczkow | 1-3 PP  | 4-5         | Józef Tracz        | 1              |         |
| 1              | Kim Yeong-nam      |         |             | Bez walki          |                |         |

#### Klasyfikacja
| Zawodnik           | Przegrane | Runda | Punkty |
| ------------------ | --------- | ----- | ------ |
| Kim Yeong-nam      | 0         | -     | 13     |
| Józef Tracz        | 1         | -     | 10     |
| Borisław Weliczkow | 1         | -     | 11     |
| Hiromichi Itō      | 2         | 4     | 8      |
| Franc Podlesek     | 2         | 4     | 7      |
| David Butler       | 2         | 4     | 6      |
| Wei Qingkun        | 2         | 2     | 1      |
| Jean Manga         | 2         | 2     | 0      |
| Óscar Sánchez      | 2         | 2     | 0      |
| Zouheir Al-Balah   | 2         | 2     | 0      |

#### Grupa B
| Liczba porażek | Zawodnik             | Wynik   | Czas/Punkty | Zawodnik             | Liczba porażek |         |
| Runda 1        | Runda 1              | Runda 1 | Runda 1     | Runda 1              | Runda 1        | Runda 1 |
| -------------- | -------------------- | ------- | ----------- | -------------------- | -------------- | ------- |
| 0              | Roger Tallroth       | 3-1 PP  | 7-5         | Jouko Salomäki       | 1              |         |
| 0              | Martial Mischler     | 3-0 P1  | 4:13        | Erhan Balcı          | 1              |         |
| 1              | Reza Anduz           | 0-4 TF  | 2:06        | Däulet Turłychanow   | 0              |         |
| 1              | Jaroslav Zeman       | 1-3 PP  | 2-5         | János Takács         | 0              |         |
| 0              | Abd al-Aziz at-Tahir |         |             | Bez walki            |                |         |
| Runda 2        |                      |         |             |                      |                |         |
| 1              | Abd al-Aziz at-Tahir | 0-3 P1  | 3:27        | Roger Tallroth       | 0              |         |
| 2              | Jouko Salomäki       | 1-3 PP  | 3-4         | Martial Mischler     | 0              |         |
| 1              | Erhan Balcı          | 3-0 P1  | 4:10        | Reza Anduz           | 2              |         |
| 0              | Däulet Turłychanow   | 4-0 TF  | 3:24        | Jaroslav Zeman       | 2              |         |
| 0              | János Takács         |         |             | Bez walki            |                |         |
| Runda 3        |                      |         |             |                      |                |         |
| 0              | János Takács         | 3-1 PP  | 7-1         | Abd al-Aziz at-Tahir | 2              |         |
| 1              | Roger Tallroth       | 1-3 PP  | 2-3         | Martial Mischler     | 0              |         |
| 2              | Erhan Balcı          | 0-3 P1  | 2:27        | Däulet Turłychanow   | 0              |         |
| Runda 4        |                      |         |             |                      |                |         |
| 1              | János Takács         | 0-3 P1  | 4:38        | Roger Tallroth       | 1              |         |
| 1              | Martial Mischler     | 0-4 TF  | 4:30        | Däulet Turłychanow   | 0              |         |
| Runda 5        |                      |         |             |                      |                |         |
| 1              | János Takács         | 3-1 PP  | 4-1         | Martial Mischler     | 2              |         |
| 2              | Roger Tallroth       | 0-3 P1  | 5:04        | Däulet Turłychanow   | 0              |         |
| Runda 6        |                      |         |             |                      |                |         |
| 2              | János Takács         | 0-3 PO  | 0-10        | Däulet Turłychanow   | 0              |         |

#### Klasyfikacja
| Zawodnik             | Przegrane | Runda | Punkty |
| -------------------- | --------- | ----- | ------ |
| Däulet Turłychanow   | 0         | -     | 21     |
| János Takács         | 2         | 6     | 9      |
| Martial Mischler     | 2         | 5     | 10     |
| Roger Tallroth       | 2         | 5     | 10     |
| Erhan Balcı          | 2         | 3     | 3      |
| Abd al-Aziz at-Tahir | 2         | 3     | 1      |
| Jouko Salomäki       | 2         | 2     | 2      |
| Jaroslav Zeman       | 2         | 2     | 1      |
| Reza Anduz           | 2         | 2     | 0      |

### Runda finałowa[14]
| Zawodnik                  | Wynik                 | Czas/Punkty           | Zawodnik              |                       |
| Pojedynek o 7 miejsce     | Pojedynek o 7 miejsce | Pojedynek o 7 miejsce | Pojedynek o 7 miejsce | Pojedynek o 7 miejsce |
| ------------------------- | --------------------- | --------------------- | --------------------- | --------------------- |
| Hiromichi Itō             | 1-3 PP                | 1-5                   | Roger Tallroth        |                       |
| Pojedynek o 5 miejsce     |                       |                       |                       |                       |
| Borisław Weliczkow        | 1-3 PP                | 1-4                   | Martial Mischler      |                       |
| Pojedynek o brązowy medal |                       |                       |                       |                       |
| Józef Tracz               | 3-0 PO                | 2-0                   | János Takács          |                       |
| Finał                     |                       |                       |                       |                       |
| Kim Yeong-nam             | 3-1 PP                | 2-1                   | Däulet Turłychanow    |                       |